# Henry Augustus Rowland

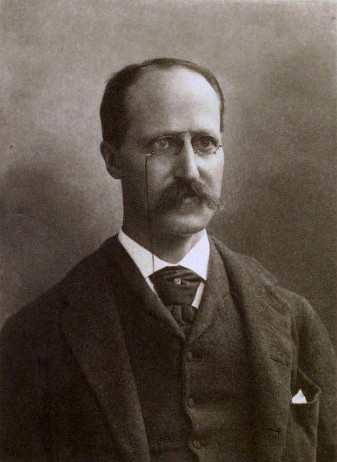
Henry Augustus Rowland

Henry Augustus Rowland (Honesdale (Pennsylvania), 27 november 1848 – Baltimore (Maryland), 16 april 1901) was een Amerikaans natuurkundige. Zijn belangrijkste werk lag op het gebied van elektriciteit, magnetisme en moderne spectroscopie. Ook ontwierp hij een stelsel van absolute eenheden.

## Biografie
Rowland was afkomstige uit een familie van protestante theologen. Hij was dan ook voorbestemd voor een religieuze loopbaan. Echter als student begon hij zich steeds meer te interesseren in de natuurkunde en voerde in zijn ouderlijk huis talrijke experimenten uit. Op deze wijze maakte hij zich de natuurkundige grondbeginselen machtig.
In 1870 studeerde hij af aan de Rensselaer Polytechnic Institute te Troy (New York), waarna hij een betrekking aanging bij de spoorwegmaatschappij Western New York. Maar het werk beviel hem niet en kort daarna gaf hij zijn baan op voor een docentschap natuurwetenschappen aan de University van Wooster (Ohio). Later keerde hij terug naar Rensselaer als assistent professor natuurkunde. Na een studiereis door Europa verkreeg hij in 1876 de eerste leerstoel natuurkunde aan de Johns Hopkins University in Baltimore, waar hij aan verbonden bleef tot aan zijn vroegtijdige overlijden in 1901.

## Carrière
Rowland wordt gezien als een van de briljante Amerikaanse wetenschappers van zijn tijd. Des te opmerkelijker was het dat zijn vroegste verdiensten onopgemerkt bleven in zijn vaderland. Zo lukte het hem niet om vele van zijn eerste wetenschappelijke artikelen te publiceren. Maar de Britse natuurkundige James Clerk Maxwell zag de uitmuntelijkheid wel en liet Rowlands artikel afdrukken in de Philosophical Magazine.
Toen de bestuurders van de Johns Hopkins universiteit in Europa om advies vroegen wie de beste was voor de nieuwe positie van professor natuurkunde werd hij algemeen genoemd. In de periode tussen zijn verkiezing en de daadwerkelijke acceptatie van zijn werkzaamheden in Baltimore volgde hij een postdoctorale studie natuurkunde onder Hermann von Helmholtz in Berlijn.
In Berlijn voerde hij zijn bekend geworden onderzoek uit naar het effect van een elektrisch geladen lichaam in beweging. Hierbij toonde hij aan dat een geladen lichaam in beweging een toename veroorzaakt in het magnetische veld. Kort na zijn vestiging in Baltimore trokken twee belangrijke onderwerpen zijn aandacht. Het eerste was een nauwkeurigere bepaling van de ohm. Het andere was de nieuwe definitie van de mechanische equivalent van warmte.
Bekend is Rowland geworden door zijn ontwerp van de concave diffractietralies (Rowlandtralies) uit 1882, waarmee het mogelijk werd om spectra te fotograferen zonder gebruik te maken van lenzen en prisma's. Omdat zijn diffractietralies een groter oplossend vermogen en verstrooiing had werd het vanaf dat moment op grote schaal toegepast in vele gebieden van de spectraalanalyse.
In de latere jaren van zijn leven was hij onder meer betrokken bij de ontwikkeling van een multiplex telegrafiesysteem. Als afgevaardigde van de Amerikaanse regering nam hij deel aan een internationale bijeenkomst in Parijs voor de vastlegging van elektrische eenheden.

## Erkenning
Voor zijn werk verkreeg Rowland verscheidene medailles en prijzen. Zo werd hij in 1890 door de National Academy of Sciences onderscheiden met de Henry Draper Medal. Daarvoor, in 1883, had hij al de Rumford-Prijs gekregen en in 1895 verkreeg hij de Matteucci Medal. Tussen 1899 en 1901 diende hij als eerste voorzitter van de American Physical Society.